# Andrej Klimovitj
Andrej Vasilevitj Klimovitj (belarusiska: Андрэ́й Васі́левіч Клімо́віч, łacinka: Andrej Vasilevič Klimovič, ryska: Андре́й Васи́льевич Климо́вич, Andrej Vasiljevitj Klimovitj), född 27 augusti 1988 Minsk, Vitryska SSR, Sovjetunionen (nuvarande Belarus), är en belarusisk fotbollsmålvakt som spelar för Volga Ulyanovsk.